# 胡德
胡德（1471年—1547年），字全之，號藻潭，直隸徽州府婺源縣（今江西省婺源縣）人 ，明朝官員。

## 生平
治《詩經》，行一，由國子生中式丁卯科（1507年）應天府鄉試第五十名舉人，年三十八歲中式正德三年（1508年）戊辰科會試第一百五十六名，第二甲第一百八名進士。歷官南京戶部主事、員外郎、郎中，正德十四年（1519年）秋七月升四川布政司右參議，调湖廣參議，升江西副使，官至雲南參政。

## 家族
曾祖胡友文。祖胡存誠。父胡夏。前母施氏、母汪氏。具庆下，弟伏、京、望。